# Louis Charles Roche
Louis Charles Roche (Nevers, 27 juillet 1790 - Paris, le 4 avril 1875) est un médecin français.

## Biographie
Il entrait comme aide médecin à l'armée de Catalogne en 1808.
Il fit ses études médicales à Paris et fut reçu docteur en 1819. Ayant adopté les idées de François Broussais, dont il fut longtemps un des disciples les plus éclairés, il publia, sous l'inspiration des doctrines de l'illustre réformateur, plusieurs ouvrages qui contribuèrent au succès de ses doctrines ; mais, s'il fut un de ceux qui se laissèrent le plus facilement éblouir par la doctrine de l'irritation, on doit lui rendre cette justice qu'il a toujours reconnu que cette doctrine était bien loin d'être aussi efficace dans son application que dans son développement théorique. Aussi, sans méconnaître les services immenses qu'elle avait pu rendre en apprenant à localiser, les maladies plus qu'on ne l'avait fait jusqu'alors, il fut un des premiers à revenir à ce que nous sommes encore forcés d'appeler la médecine hippocratique, à l'étude pure et simple des faits, à l'expérimentation clinique, et il joua un rôle pondérateur et en quelque sorte éclectique dans la mémorable querelle qui eut lieu entre Broussais et Laennec. Admis à l'Académie de médecine comme adjoint, Roche devint, en 1850, membre titulaire de cette compagnie, dont il fut pendant quelque temps président. Il fut promu officier de la Légion d'honneur le 14 août 1862. Il dut se retirer étant devenu aveugle, il vécut avec sa fille et son gendre Louis-Rémy Aubert.

## Ouvrages
Les plus remarquables des ouvrages de Roche sont les suivants :
- Sur les phlegmasies du système fibreux des articulations (Paris, 1819, in-4°) ;
- Réfutation des objections contre la nouvelle doctrine des fièvres (1821, in-8°), dont le développement devint la base de la Pyrétologie physiologique de Boisseau, son ami et son collaborateur au Journal universel des sciences médicales ;
- Nouvelle doctrine médicale considérée sous le rapport des théories et de la mortalité (1827, in-8°) ;
- Éléments de pathologie médico-chirurgicale, publiée par Roche et Sanson (1825-1828, 2 vol. in-8), ouvrage qui a longtemps été entre les mains des élèves et qui a eu cinq éditions ;
- Lettres sur le choléra (1832 et 1849) ;
- Influence de la vaccine sur la population (1855).

Enfin, un grand nombre d'articles, soit dans le Grand dictionnaire des sciences, l'abrégé de ce dictionnaire et le journal créé pour en devenir le complément et la continuation, soit également dans le Dictionnaire de médecine et de chirurgie pratiques.